# 小川郁
小川 郁（おがわ かおる、1955年5月14日 - ）は、日本の医学者、医師。慶應義塾大学名誉教授。株式会社オトリンク代表取締役。オトクリニック東京院長。専門は耳鼻咽喉科学。宮城県仙台市出身。娘はアナウンサーの小川彩佳。兄は学校法人岩手医科大学理事長の小川彰。

## 略歴
- 1974年 - 宮城県仙台第一高等学校卒業[4]
- 1981年 - 慶應義塾大学医学部卒業
- 1983年 - 慶應義塾大学医学部耳鼻咽喉科助手
- 1991年 - ミシガン大学クレスギ聴覚研究所研究員
- 1995年 - 慶應義塾大学医学部耳鼻咽喉科専任講師
- 2002年 - 慶應義塾大学医学部耳鼻咽喉科教授
- 2017年 - 慶應医師会会長
- 2021年 - 慶應義塾大学名誉教授
- 2021年 - オトクリニック東京院長

## 所属学会
- 日本耳鼻咽喉科学会
- 日本気管食道科学会
- 日本聴覚医学会
- 日本耳科学会
- 日本鼻科学会

## 著書
- 『最新 めまい・耳鳴り・難聴』（2006年 主婦の友社, 監修）
- 『よくわかる聴覚障害-難聴と耳鳴のすべて』（2010年, 永井書店）
- 『言語聴覚士テキスト』（2011年, 医歯薬出版）
- 『耳鼻咽喉科・頭頸部外科研修ノート』（2011年, 診断と治療社）
- 『耳鳴りの9割は治る』（2014, マキノ出版, 監修）
- 『ゼロから始める補聴器診療』（2016年, 中外医学社, 監修）
- 『耳鼻咽喉科・頭頸部外科研修ノート 改訂第2版』（2016年, 診断と治療社, 編集）
- 『イラスト手術手技のコツ 耳鼻咽喉科・頭頸部外科 咽喉頭頸部 編』（2017, 東京医学社, 編集）
- 『イラスト手術手技のコツ 耳鼻咽喉科・頭頸部外科 《耳・鼻編》 改訂第2版』（2017, 東京医学社, 編集）
- 『難聴・耳鳴り・めまいの治し方』（2018, 講談社, 監修）
- 『耳鳴り・難聴 耳鼻咽喉科の名医が教える最高の治し方大全 聞きたくても聞けなかった145問に専門医が本音で回答!』（2020, 文響社）
- 『「聞こえにくい」をほっとかない: Check your hearing!』（2020, 日本看護協会出版会, 編集）
- 『改訂版 難聴・耳鳴りの9割はよくなる 脳を鍛えて聞こえをよくする「補聴器リハビリ」』（2025, 世界文化社, 監修）

## メディア

### 出演番組
- きょうの健康 （2014年1月13日・1月14日・2015年9月16日、NHK）
- ためしてガッテン （2014年7月9日、NHK）